# École allemande internationale
 (août 2025).
L' École Allemande Internationale de Paris (iDSP) est une école allemande reconnue à l'étranger et située à Paris. Elle est subventionnée par l'Office allemand des Affaires étrangères et gérée par l'Association des écoles allemandes de Paris.
L'objectif de l'iDSP est de fournir aux enfants de parents germanophones une éducation allemande jusqu'à l'Abitur. La direction de l'école est responsable de l'organisation et de la mise en œuvre des activités pédagogiques et éducatives et dirige l'équipe pédagogique. Elle assure également le bon fonctionnement administratif ainsi que l'entretien et la maintenance du complexe immobilier.

## Histoire
L'association de l'école de langue allemande à Paris est créée le 25 octobre 1958 grâce à un partenariat entre le Ministère des Affaires étrangères de RFA, l'Ambassade allemande à Paris, mais aussi les ambassades suisse et autrichienne à Paris, et d'autres personnes morales ou physiques privées.
Les premiers cours sont dispensés la même année avenue Raymond Poincaré.
Le 1er décembre 1960, le lycée déménage à Neuilly pour y installer ses trois classes. L'année suivante est ouverte une école primaire qui accueille notamment le 22 juin 1961 une visite de Wilhelmine Lübke, épouse du président de la RFA. Cette même année, la République Fédérale d'Allemagne finance pour l'école un nouvel emplacement situé à Saint-Cloud au 18 rue Pasteur.
Le nombre d'élève étant en accroissement constant, le lycée dispose en 1970 d'un nouveau bâtiment spacieux avec gymnase et piscine pour ses 600 élèves - encore en surnombre pour ce bâtiment prévu pour 450 personnes seulement. C'est au cours de l'année scolaire 1977-1978 que le nombre total d'élève atteint son pic, avec 941 personnes.
En 1994 est créé un cursus bilingue. Les élèves y apprennent la géographie et l'histoire en français. Ce cursus permet d'obtenir à la fois le baccalauréat français et l'Abitur allemand.